# Радио Мост (Нови Сад)
Радио Мост је новосадска радио-станица која се емитује на фреквенцији 98.8MHz, а са емитовањем је званично почела 4. септембра 2006. године.
Подручје емитовања: Нови Сад

Фреквенција: 98,8 MHz

Датум оснивања: 4. септембар 2006.

Врста Музике: Страна

Власник: РТВ Мост

Веб-сајт: http://www.radiomost.info/ Архивирано на веб-сајту  (29. септембар 2007)

## Програм
Према садржају програма који производи и емитује, Радио Мост је емитер целокупног програма који обухвата информативне, образовне, културне, научне, спортске и забавне садржаје, као претежни део својих активности.

## Данас
Према закону о радио дифузији Радио Мост који је у склопу РТВ Мост изгубио је дозволу за емитовање програма а фреквенцију 98,8 ФМ је добио Радио Сигнал из Новог Сада.